# 保馬法
保馬法，王安石變法之一。神宗時，宋朝戰馬只有十五萬餘匹，政府鼓勵西北邊疆人民代養官馬。凡是願意養馬的，由政府供給馬匹，或政府出錢讓人民購買，每戶一匹，富戶兩匹。馬有生病死亡的，就得負責賠償，但遭遇到瘟疫流行，死了不少馬匹，徒增民擾。不久廢止，改行民牧制度。
明朝洪武年間，亦行过此法。王夫之稱：“愚民贪母马之小利于目前，幸牧地之免征于后世，贸贸然而任之。迨其子孙贫弱，种马死，牧地徒，闲岁纳马，马不能良，则折价以输，一马之值，至二十五金，金积于阉寺，而国无一马，户有此役，则贫饿流亡、求免而不得，皆保马倡之也。夫马，非其地弗良，非其人弗能牧也。水旱则困于刍粟，寒暑则死于疾疫。唯官有牧苑，而群聚以恣其游息；官有牧人，而因时以蠲其疾；官有牧资，而水旱不穷于饲；则一虚一盈，孳产自倍。自成周以迄于唐，皆此制也。汉、唐车骑之盛，用捍边陲，而不忧其匮，柰何以诱愚民而使陷于死亡哉？行此法者，曾不念此为王安石之虐政，徒以殃民而无益于国马，相踵以行，祸延无已，故曰害最烈也。”